# Angers SCO
Angers Sporting Club de l'Ouest (normalt bare kendt som Angers SCO) er en fransk fodboldklub fra Angers i Pays de la Loire-regionen. Klubben spiller i den næstbedste række, Ligue 2. De har gennem historien tilbragt hele 23 sæsoner i den bedste liga, Ligue 1. Klubben blev stiftet i 1919 samtidig med oprettelsen af FFF og spiller sine hjemmekampe på Stade Raymond Kopa. Dens største bedrifter er to bronzemedaljer i Ligue 1, der blev vundet i henholdsvis 1958 og 1967. I 1972 deltog klubben desuden i UEFA Cuppen.

## Titler
- Ingen

## Kendte spillere
- Raymond Kopa
- Ulrich Ramé
- Jean-Marc Guillou
- Jean-Claude Osman
- Nabil Bentaleb
- Saïd Benrahma

## Danske spillere
- Ingen